# حملة سوريا ثرونيك الرئاسية 2022

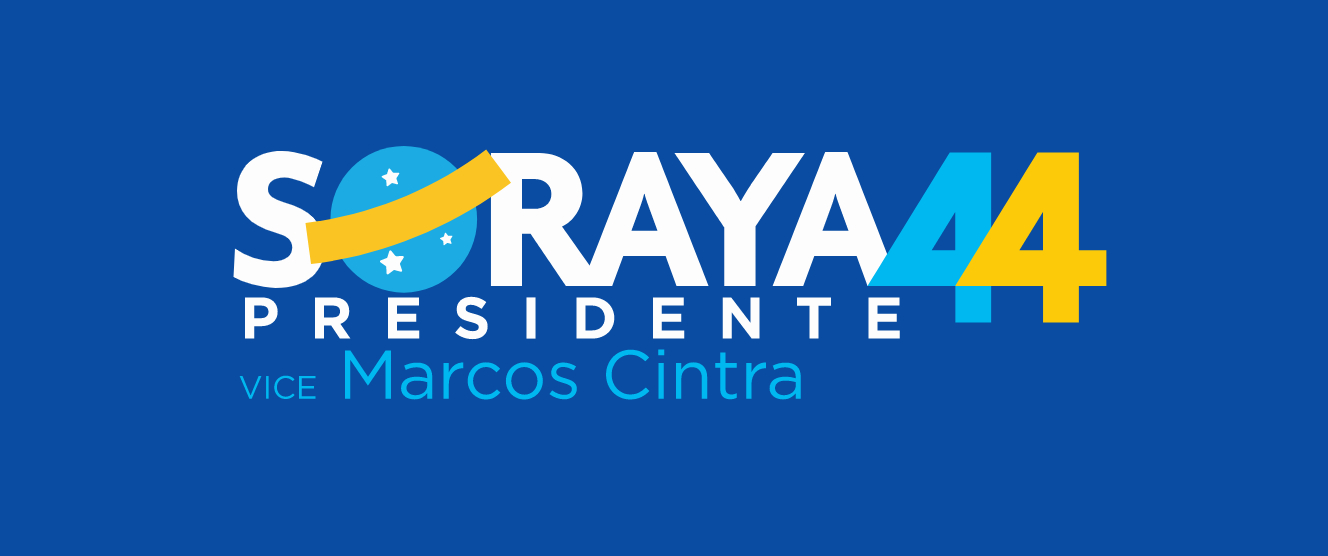
شعار الحملة الانتخابية.

حملة سوريا ثرونيك الرئاسية 2022 تم إطلاقها رسميًا في 5 أغسطس 2022 في ساو باولو، مع ماركوس سينترا كمرشح لمنصب نائب الرئيس.

## التقديم المسبق
تم الترشيح في 2 أغسطس 2022 بعد انسحاب لوتشيانو بيفار في مؤتمر صحفي في مقر الدليل الرسمي للحزب في ساو باولو.

## الخطط
تقترح سوريا ثرونيك إنشاء ضريبة واحدة ونهاية المنتدى ذي الامتيازات، والتركيز على الأعمال التجارية الزراعية من خلال الائتمان من البنوك الحكومية لصغار المزارعين، والشراكة مع الجيش في التعليم والصحة، وتعويض ضحايا الجريمة، وإنشاء مؤسسة وطنية لمكافحة الفساد.